# Iwan Semenowicz Sapieha
Pour les articles homonymes, voir Iwan Sapieha et Maison Sapieha.
Iwan Semenowicz Sapieha, né en 1431, mort en 1517, staroste de Braslaw (1502), chancelier d'Hélène de Moscou, reine de Pologne et grande-duchesse de Lituanie (1502-1509), voïvode de Witebsk (1511) et de Podlasie (1513).

## Biographie
Iwan est le deuxième fils de Semen Sopiha, secrétaire de Casimir IV Jagellon, fondateur de la famille Sapieha.

## Descendance
- Paweł (?-1579)
- Michał
- Fiodor